# Ducatul de Saxa-Altenburg
Ducatul de Saxa-Altenburg (germană Sachsen-Altenburg) a fost unul dintre ducatele saxone deținute de către ramura Ernestină a Casei de Wettin; în prezent face parte din Thuringia. A fost unul dintre cele mai mici state germane cu o suprafață de 1323 Km2 și o populație de 207.000 (1905) din care aproximativ o cincime locuia în capitala Altenburg. Teritoriul ducatului a constat din două teritorii non-contigue separate prin terenuri aparținând Principatului Reuss. Economia sa a fost bazată pe agricultură, silvicultură și mica industrie. Statul a avut o formă monarhică constituțional de guvernare, cu un parlament compus din treizeci de membri aleși de către contribuabili masculini cu vârsta peste 25 de ani.

## Duci de Saxa-Altenburg

### Linia senior
- Johann Philipp, Duce de Saxa-Altenburg (1603–1639)
- Friedrich Wilhelm al II-lea, Duce de Saxa-Altenburg (1639–1669)
- Friedrich Wilhelm al III-lea, Duce de Saxa-Altenburg (1669–1672)

Linia s-a stins, teritoriul a fost moștenit de Saxa-Gotha, care a devenit Saxa-Gotha-Altenburg

### Linia junior
- Frederic, Duce de Saxa-Altenburg (1826–1834) (anterior Duce de Saxa-Hildburghausen)
- Joseph, Duce de Saxa-Altenburg (1834–1848)
- Georg, Duce de Saxa-Altenburg (1848–1853)
- Ernst I, Duce de Saxa-Altenburg (1853–1908)
- Ernst al II-lea, Duce de Saxa-Altenburg (1908–1918)

## Șefi ai casei ducale de Saxa-Altenburg, post monarhie
- Ernst al II-lea, Duce de Saxa-Altenburg (1918–1955)
- Georg Moritz, Prinț Ereditar de Saxa-Altenburg (1955–1991)

În 1991 linia Saxa-Altenburg s-a stins. Reprezentarea ei a fuzionat cu cea de Saxa-Weimar-Eisenach.
Două ramuri descendente din Ernest cel Pios, tatăl ramurilor Saxa-Altenburg: Saxa-Meiningen și Saxa-Coburg și Gotha; în conformitate cu legislația vechii familii de Wettin, ei ar fi împărțit teritoriile actuale între ele (așa cum s-a întâmplat cu Gotha și Altenburg în 1826).